# Emanuele Samek Lodovici (politico)
Emanuele Samek Lodovici (Carrara, 29 aprile 1900 – Abbiategrasso, 4 dicembre 1990) è stato un politico e patologo italiano.

## Biografia
Laureatosi in Medicina presso l'Università di Pisa nel 1923, esercitò dapprima per un breve periodo come medico condotto per poi divenire direttore dell'ospedale "Costantino Cantù" di Abbiategrasso (1935-70) e libero docente in Patologia medica e Clinica medica all'Università degli Studi di Torino. Durante il secondo conflitto mondiale venne arruolato come capitano medico ed inviato in Cirenaica.
Dopo la proclamazione della Repubblica, venne eletto Senatore per la Democrazia Cristiana nel 1948, ricoprendo tale carica durante le legislature I, II, III, IV (1948-1968). Nel 1955 fu rappresentante dello stato italiano alla cerimonia d'incoronazione della Madonna di Corbetta a patrona del magentino, condotta presso il Santuario di Corbetta da Giovanni Battista Montini.